# Mitsuteru Ueshiba
Mitsuteru Ueshiba (Ueshiba Mitsuteru) nació en 1981 y es el hijo del tercer y actual dōshu del Aikikai, Moriteru Ueshiba y por ende se espera que sea su sucesor en dicho cargo, llegando así a ser el Cuarto Dōshu. Su Bisabuelo fue Morihei Ueshiba, el fundador del Aikidō.